# Pjotr: vrijwillig verbannen naar Siberië
Pjotr: vrijwillig verbannen naar Siberië is een kinderboek uit 1970 van de schrijver Jan Terlouw over een Russische jongen die zijn vader, die naar Siberië is verbannen, achterna reist. Het verhaal speelt zich af aan het begin van de 20e eeuw, niet lang voor de Russische Revolutie, ten tijde van het regime van tsaar Nicolaas II. 

## Het verhaal
De 14-jarige Pjotr en zijn vader Sergei Andrejevitch wonen samen op een boerderij ergens in Zuid-Rusland. Pjotrs moeder is vroeg overleden, maar ze redden het met z'n tweeën prima. Pjotr heeft een voorliefde voor muziek. Sergei geeft zijn zoon op een dag 100 roebel om in de stad een pathefoon te kopen. Het apparaat is voor Pjotr te zwaar om mee te nemen en bovendien in prijs verhoogd tot 104 roebel. Pjotr wordt op de terugweg naar huis lastiggevallen door de marskramer Nikolai. Sergei verliest al zijn zelfbeheersing als hij dit ziet en hij slaat de marskramer in een vlaag van woede dood. Hij geeft zichzelf aan bij de politie en wordt enkele weken later naar Moskou gedeporteerd om te worden berecht. 
Pjotr besluit met de 100 roebel zijn vader achterna te reizen naar Moskou. Daar blijkt dat Sergei inmiddels een ter dood veroordeelde politieke gevangene (de revolutionair Stefan Alexandrovitch) met wie hij de cel deelde heeft helpen ontsnappen. Dit laatste is zo ernstig dat Sergei naar de werkkampen in Siberië wordt gestuurd. Pjotr en zijn vader zien elkaar heel even bij de Moskouse gevangenispoort. 
Pjotr is vastbesloten zijn vader terug te vinden en gaat ook op reis naar Siberië. De eerste paar weken reist hij geheel te voet om zijn snel slinkende geldvoorraad te sparen, maar dit houdt hij niet vol. In Nizjni Novgorod krijgt hij een tijdelijke baan als koetsier op een tarentass, om bij te verdienen zodat hij met de trein een stuk verder kan. Hij brengt het er ternauwernood levend van af na een confrontatie met de revolutionair Stefan Alexandrovitch, die hem dood wil schieten uit angst verraden te worden. Pjotr ontmoet ook Stefans vrouw Shura, voor wie hij veel sympathie voelt. Pjotr geeft hierna zijn baan als koetsier op en reist opnieuw te voet verder. 

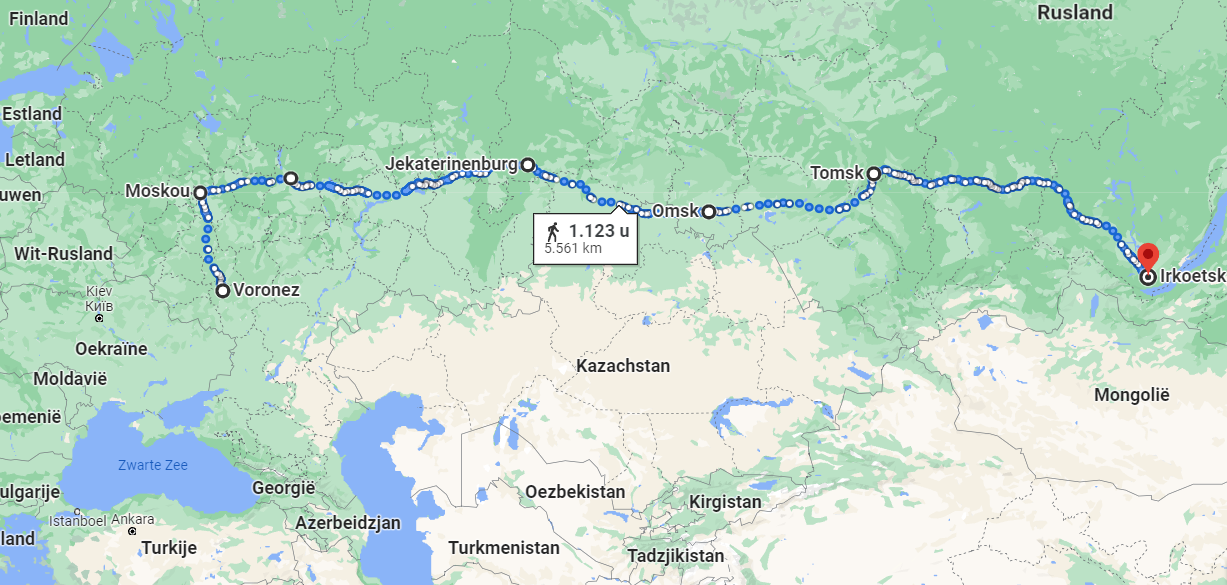
Pjotr's reis (5½-duizend kilometer)

Hij krijgt het idee om iets te doen waarvoor hij naar Siberië zal worden verbannen, om zo op kosten van de staat naar Siberië te reizen (hoewel hij over het hoofd ziet dat hij dan in een werkkamp zal worden opgesloten). Pjotr kan het alleen niet over zijn hart verkrijgen een echte zware misdaad te plegen zoals moord of diefstal.
In Wjatskije Poljani probeert hij het door een oud huis in brand te steken nadat hij in de krant leest dat een pyromaan naar Siberië is gestuurd. Het huis lijkt een perfect doelwit omdat er niemand woont en toch kan Pjotr zo een zware misdaad plegen. Het blijkt echter door dieven te zijn gebruikt als opslagplaats voor geroofde juwelen. Pjotr wordt hierdoor geheel tegen zijn zin als een held onthaald. In Jekaterinenburg probeert Pjotr het opnieuw; hij geeft de burgemeester – wanneer die op de markt de geboorte van de dochter van de tsarina bekendmaakt – een klap in het gezicht. Op het beledigen van hooggeplaatste personen staat een zware straf. Pjotr slaat echter een rotte kies uit de mond van de burgemeester, die Pjotr daarom juist oneindig dankbaar is. Pjotr mag bij de burgemeester en zijn gezin komen inwonen en de burgemeester zal gaan proberen Pjotrs vader te vinden. Maar de volgende dag wordt de burgemeester op klaarlichte dag doodgeschoten door Stefan Alexandrovitch, die uit is op wraak nadat een van zijn kameraden in Jekaterinenburg is gevangengenomen. Pjotr herkent Stefan, die vervolgens meteen wordt doodgeschoten door de politie. Pjotr verlaat hierna Jekaterinenburg en reist te voet verder naar het oosten. Hoewel alle hoop die hij even had weer is vervlogen, wil hij toch de moed erin houden.
Hierna worden de belevenissen van Pjotrs vader verteld vanaf het moment dat Sergei en Pjotr werden gescheiden. Nadat Stefan Alexandrovitch dankzij Sergeis hulp uit de gevangenis in Moskou was ontsnapt, werd Sergei zelf als medeplichtige aangemerkt en voor tien jaar verbannen. Na een half jaar in het strafkamp in Siberië te hebben gezeten redt Sergei op een voorjaarsdag samen met zijn vriend Viktor het leven van Ivanovitch Petrov, de opperbewaker van het kamp, als die door een beer wordt aangevallen. Beide gevangenen krijgen toestemming het kamp te verlaten en zich in het nabijgelegen Irkoetsk te vestigen. Van daaruit schrijft Sergei brieven naar zoveel mogelijk pleisterplaatsen, in de hoop dat iemand zijn zoon heeft gezien.
Op een dag komt Pjotr, die inmiddels in het Aziatische deel van Rusland is, er in een café achter waar zijn vader is: de café-eigenaar heeft een brief van ene Sergei uit Irkoetsk gekregen. Ook ontmoet Pjotr hier Werchowjenski, een politieagent uit Jekaterinenburg die na de moord op de burgemeester op zoek is gegaan naar Stefans vrouw. Werchowjenski blijkt via allerlei signalementen te weten dat Stefan en Shura de afgelopen winter met Pjotr als koetsier zijn meegereisd, maar Pjotr op zijn beurt vertelt niet het hele verhaal omdat hij nog steeds genegenheid voelt voor Shura en haar niet wil verraden. In plaats daarvan doet Pjotr alsof hij stomverbaasd is. Hij besluit om voorlopig met Werchowjenski, die hem als een handige tipgever denkt te kunnen gebruiken, mee verder te reizen naar het oosten. Enige tijd later ontmoet Pjotr Shura opnieuw. Shura was na het incident in Nizjni Novgorod bij Stefan weggegaan omdat ze niet langer met een moordenaar wilde samenleven. Ze is nu ondergedoken bij haar tante Warwara. Werchowjenski komt onverwacht bij Warwara langs om haar te ondervragen, maar Warwara zorgt dat de politieman Shura niet te zien krijgt. Vervolgens weet ook Pjotr Werchowjenski zodanig om de tuin te leiden dat die totaal de verkeerde kant uitgaat. 
Warwara krijgt een hartaanval en sterft korte tijd later. Pjotr en Shura reizen met z'n tweeën verder, via Omsk, Tomsk en Krasnojarsk richting hun eindbestemming Irkoetsk. Ze verdienen bij door muziek te maken: Shura zingt en Pjotr speelt op zijn fluit. Later krijgt Shura bij een welgestelde familie een tijdelijke betrekking als lerares Frans. Pjotr belandt korte tijd in de gevangenis als de politie hem onterecht verdenkt van heling. Hij loopt tijdens zijn verblijf in de cel een longontsteking op, maar door de goede zorgen van Shura herstelt hij weer volledig.
Na een confrontatie met een bruine beer in het voormalige vakantiehuisje van Petrov, zien Pjotr en zijn vader elkaar eindelijk terug. Sergei maakt kennis met Shura en ze vertellen elkaar al hun belevenissen.

## Achtergronden
Het verhaal speelt zich duidelijk af vóór de Russische Revolutie van 1917. In het verhaal wordt de componist Tsjaikovski genoemd, die dan nog niet heel lang geleden is overleden. De burgemeester van Jekaterinenburg maakt verder melding van de geboorte van een prinses. Als dit Anastasia is, dan vond de reis van Pjotr in 1901 plaats. 
Er zijn grote overeenkomsten tussen de reis die Pjotr maakt, en de reis van de hoofdpersoon in Michael Strogoff, de koerier van de tsaar, een boek van Jules Verne. Bovendien is in dit boek ook sprake van een familielid dat op de route woont, en waarbij het riskant is deze te bezoeken. Verder bevat het boek nog een toespeling op een ander werk van Verne, wanneer Pjotr in de trein een verwarde man ontmoet die denkt dat hij Phileas Fogg uit De Reis om de Wereld in 80 Dagen is; het blijkt dat deze man door een begeleider naar een gesticht in Kazan wordt gebracht.